# Собор Непорочного Зачатия Пресвятой Девы Марии (Мапуту)
Собор Непорочного Зачатия Пресвятой Девы Марии (также Кафедральный собор в Мапуту; порт. Catedral Metropolitana de Nossa Senhora da Conceição, Maputo, неформально Sé) — католический собор, расположенный на площади Praça da Independência в центральной части столицы Мозамбика, города Мапуту. Храм, являющийся центром архиепархии Мапуту, был построен в 1936—1944 годах по проекту инженера Марсиала Симойнса де Фрейтас; дизайн был основан на современных на тот период тенденциях в европейской архитектуре и включал в себя использование новых строительных материалов, таких как бетон. Церковное здание входит в список памятников архитектуры страны.

## История
В связи с ростом населения портового города Лоренсу-Маркиш (сегодня — Мапуту), в середине 1920-х годов португальское колониальное правительство в Мозамбике и городская администрация приняли решение построить «современный» и «прогрессивный» собор. В плане развития города от 1931 года администрация запланировала площадь Praça Mouzinho de Albuquerque (сегодня — Praça da Independência) с новой ратушей и собором.
Реконструкция территории началась в 1935 году; финансовые трудности из-за сложной экономической ситуации в метрополии и серией «эстетических дискуссий» в городской администрации задержали строительство. Финансирование возведения собора осуществлялось, в основном, за счет пожертвований и займов. Первый камень в основание церкви был заложен епископом Мозамбика и Кабо-Верде 28 июня 1936 года. Португальский инженер Марсиаль Симойнса Фрейтас и Коста (Marcial Simões de Freitas e Costa) бесплатно спроектировал здание: он использовал современные на тот период тенденции в архитектуре Европы.
После восьми лет строительства церковь, с колокольней высотою в 61 метр, была освящена лиссабонским епископом Мануэлем Гонсалвешем Сережейрой 15 августа 1944 года. Строительство соседней ратуши было завершено к 1947 году. С 2011 года церковное здание входит в список памятников города Мапуту.